# Berdychów
Berdychów (prononciation : [bɛrˈdɨxuf]) est un village polonais de la gmina de Kobylin dans le powiat de Krotoszyn de la voïvodie de Grande-Pologne dans le centre-ouest de la Pologne.
Il se situe à environ 2 kilomètres au nord de Kobylin (siège de la gmina), à 13 kilomètres au nord-ouest de Krotoszyn (siège du powiat) et à 76 kilomètres au sud de Poznań (capitale régionale).

## Histoire
De 1975 à 1998, le village faisait partie du territoire de la voïvodie de Leszno.

Depuis 1999, Berdychów est situé dans la voïvodie de Grande-Pologne.